# Предприемач
Предприемач е човек, който предприема инвестиция с голям риск в неопределена сфера с цел печалба за в бъдеще . Много хора бъркат Предприемача с Инвеститор но разликата между двамата е , че Инвеститора инвестира пари срещу фиксирани облаги като проценти или дялове от дадената от него  инвестиция , докато предприемача инвестира пари в нещо , във което до голяма степен само той вярва , че ще се случи след или в определен период от време.

## Видове предприемачи

### Етнически предприемачи
Терминът „етническо предприемачество“ се отнася до собствениците на самостоятелно заети предприятия, които принадлежат към расови или етнически малцинствени групи в САЩ и Европа. Дългата традиция на академичните изследвания изследва опита и стратегиите на етническите предприемачи, тъй като се стремят да се интегрират икономически в основното течение на северноамериканското или европейското общество. Класическите случаи включват еврейски търговци и търговци в големи градове в САЩ през 19-и и началото на 20 век, както и китайски и японски собственици на малки предприятия (ресторанти, фермери, собственици на магазини) на Западния бряг. През 2010 г. етническите предприемачески инициативи са проучени в случая с кубинските собственици на бизнес в Маями, индийските собственици на мотели в САЩ и китайските собственици на бизнес в китайските щати в Съединените щати. Докато предприемачеството предлага на тези групи много възможности за икономически напредък, самонаемането и собствеността на предприятията в САЩ остават неравномерно разпределени по расови или етнически признаци. Въпреки многобройните успешни истории на азиатските предприемачи скорошен статистически анализ на данните от преброяването в САЩ показва, че белите са по-склонни от азиатците, афроамериканците и латиноамериканците да бъдат самостоятелно заети в престижни доходоносни индустрии.

### Институционални предприемачи
Родената в САЩ британска икономистка Едит Пенроуз подчертава колективния характер на предприемачеството. Тя споменава, че в съвременните организации човешките ресурси трябва да бъдат комбинирани, за да се улавят и създават по-добри възможности за бизнес. Социологът Paul DiMaggio (1988: 14) разширява този възглед, за да каже, че „нови институции възникват, когато организирани участници с достатъчни ресурси [институционални предприемачи] виждат в тях възможност да реализират интереси, които ценят високо“. Понятието е широко приложено.

### Културни предприемачи
Според Кристофър Реа и Николай Волланд културното предприемачество е „практика на индивидуална и колективна агенция, характеризираща се с мобилността между културните професии и начините на културно производство“, която се отнася до дейности и сектори на творческата индустрия. В книгата си „Бизнесът на културата“ (2015 г.) Реа и Волленд идентифицират три типа културни предприемачи: „културни личности“, определени като „личности, които изграждат собствената си лична креативност като културен орган и го използват за създаване и поддържане на различни културни предприятия“; „магнати“, дефинирани като „предприемачи, които изграждат съществено влияние в културната сфера чрез изграждане на синергии между своите промишлени, културни, политически и филантропски интереси“ и „колективни предприятия“, организации, които могат да се занимават с културно производство с цел печалба или с нестопанска цел.

### Феминистки предприемачи
Феминисткият предприемач е индивид, който прилага феминистки ценности и подходи чрез предприемачество с цел подобряване на качеството на живот и благополучие на момичетата и жените. Много от тях правят това, като създават предприятия „за жени, от жени“. Феминистките предприемачи са мотивирани да навлязат в търговските пазари с желание да създадат богатство и социални промени, основани на етиката на сътрудничество, равенство и взаимно уважение
Студентски организатори от Зеления клуб в Newcomb College Institute създават организация за социално предприемачество през 2010 г.
Социалното предприемачество е използването на новосъздадените компании и други предприемачи за разработване, финансиране и прилагане на решения на социални, културни или екологични проблеми. Тази концепция може да се прилага към различни организации с различни размери, цели и вярвания. Предприемачите с нестопанска цел обикновено измерват ефективността, като използват бизнес показатели като печалба, приходи и увеличение на цените на акциите, но социалните предприемачи са или нестопански, или съчетават печалба с генериране на „връщане към обществото“ и поради това трябва да използват различни показатели. Социалното предприемачество обикновено се опитва да постигне по-широки социални, културни и екологични цели, често свързани с доброволческия сектор, в области като облекчаване на бедността, здравеопазване и развитие на общностите. Понякога могат да се създават социални предприятия с печалба, които да подкрепят социалните или културните цели на организацията, но не и като самия край. Например организация, която има за цел да осигури жилище и заетост на бездомните, може да работи в ресторант както за набиране на пари, така и за осигуряване на заетост на бездомните.

### Зараждащи предприемачи
Зараждащият се предприемач е някой, който е в процес на създаване на бизнес начинание. В това наблюдение зараждащият се предприемач може да се разглежда като преследващ възможност, т.е. възможност да се въведат нови услуги или продукти, да се обслужват нови пазари или да се разработят по-ефективни производствени методи по печеливш начин. Но преди да се създаде подобно начинание, възможността е само идея за рискове. С други думи преследваната възможност е възприемчива по природа, подкрепена от личните вярвания на зараждащия се предприемач относно осъществимостта на изходните резултати, които възприемащият предприемач се опитва да постигне. Предскачаването и стойността му не може да бъде потвърдена предварително, но само постепенно, в контекста на действията, които предприемачът предприема за създаване на предприятия. В крайна сметка тези действия могат да доведат до път, който зараждащият се предприемач счита за вече непривлекателен или осъществим, или да доведе до появата на (жизнеспособен) бизнес. В този смисъл с течение на времето възприемащото предприятие може да се движи към прекратяване или към успешно излизане като оперативна единица.